# آنا شيتينينا
آنا إيفانوفنا ششتينينا (الروسية: Анна Ивановна Щетинина؛ 26 فبراير 1908 - 25 سبتمبر 1999) كانت بحّارة تجارية سوفيتية، وأصبحت أول امرأة في العالم تعمل كقائدة سفينة في المحيط.
وُلدت شيتينينا في محطة المحيط بالقرب من فلاديفوستوك في عائلة من محولات السكك الحديدية. في عام 1925 دخلت قسم الملاحة في مدرسة فلاديفوستوك البحرية (Владивостокский морской техникум). بعد التخرج عملت مع شركة شحن في شبه جزيرة كامتشاتكا، حيث بدأت كحار عادي (أو بالأحرى «سيوومان»)، وارتفعت إلى كابتن. في سن ال 24 حصلت على رخصة ملاحها (تؤهلها للحصول على وظيفة تعادل ماتي الثانية في مشاة البحرية من التجار الغربيين)، وأصبحت في سن السابعة والعشرين أول امرأة في العالم لسفينة في المحيط. اجتذبت الاهتمام الدولي في رحلتها الأولى كقائد (في عام 1935)، بصفتها شابة مسؤولة عن إم في شافيتشا في رحلتها من هامبورغ (حيث تم شراؤها للتو) إلى الشرق الأقصى الروسي حول أوروبا وأفريقيا وآسيا.
في 20 مارس 1938، أصبحت شيتينينا أول مدير لميناء الصيد فلاديفوستوك. وفي وقت لاحق من العام نفسه، عادت إلى المدرسة، وهي الآن في معهد لينينغراد للنقل البحري (Ленинградский институт водного транспорта).
شاركت في الحرب العالمية الثانية في بحر البلطيق، حيث كانت سفينتها تقوم بإجلاء أشخاص من تالين ونقل شحنات الحرب تحت قصف العدو. في وقت لاحق خلال الحرب، كانت ملكة سفينة ليبرتي تنقل إمدادات الإعارة والتأجير عبر المحيط الهادئ من الولايات المتحدة الأمريكية إلى الموانئ السوفيتية في الشرق الأقصى. بعد الحرب، عملت السيدة ششتينينا كقائدة ل إم في أسكولد، وباسكونشاك، وبيلوستروف، ودنيستر، وبسكوف، ومندليف من شركة البلطيق البلطيقية للشحن. منذ عام 1949 درست في كلية لينينغراد للهندسة البحرية (Ленинградское высшее инженерно-морское училище)؛ في عام 1951، أصبحت كبيرة المدربين هناك، وبعد ذلك، عميد قسم الملاحة في المعهد. في عام 1956، تم منحها لقب "محاضر". في عام 1960، قبلت منصب أستاذ (أستاذ مشارك) في قسم البحر الحر "(Морское дело) في كلية الهندسة والملاحة في فلاديفوستوك (Владивостокское высшее инженерное мореходное училище).
حصلت آنا إيفانوفنا ششتاينينا على ميدالية بطلة العمل الاشتراكية، والتي كانت واحدة من أكبر جائزتين لاتحاد الجمهوريات الاشتراكية السوفيتية. كما تم تكريمها كعمل بارز من البحرية التجارية (Почетный работник Морского флота) وهو مواطن فخري من فلاديفوستوك، وهو عضو فخري في رابطة الشرق الأقصى من صانعي السفن والاتحاد الدولي لجمعيات صانعي السفن (IFSMA)، وحصل على عدد الجوائز الوطنية والدولية الأخرى.
نشرت كتابًا بعنوان «على البحار وما وراء البحار» ("На морях и за морями")، وتم قبولها كعضو في اتحاد الكتاب الروس.
نصب تذكاري على شرف A.I. شيتنينا أقيمت في المقبرة البحرية القديمة في فلاديفوستوك. في 20 أكتوبر 2006، تم تسمية كيب شيشتينينا على شاطئ خليج أمور في بحر اليابان على شرفها. في 8 فبراير 2017، تم تسمية واحدة من خمس جزر كوريل غير مسماة سابقا في سخالين أوبلاست بعدها، باسم جزيرة شيتينينا.

## قائمة المراجع
- Anna Schetinina biography (in Russian) - main source
- Photo: Soviet woman captain Anna Shchetinina on board her (wheat) ship Orsha, Walsh Bay, Australia